# Градски музеј Врбас
Градски музеј Врбас је музеј комплексног типа који, уз сарадњу са Музејом Војводине, спроводи делатност заштите културних добара на подручју општине Врбас. Основан је 2015. године. Бави се прикупљањем, чувањем, документовањем, изучавањем и презентацијом музејских вредности Врбаса.
Музеј садржи четири збирке, археолошку, историјску, етнолошку и збирку историје уметности.

## Збирке музеја

### Археолошка збирка
Археолошка збирка Врбаса се у највећој мери води у књигама матичног музеја, Музеја Војводине. Материјал потиче с локалитета који се налазе на подручју општине Врбас „Чарнок“ (од неолита до позног средњег века), „Касета 5“ (од бронзаног доба до старијег гвозденог доба), „Циглана Полет“ (рани средњи век), „Шуваков салаш - Клиса“ (од неолита позног средњег века).

### Историјска збирка
Историјска збирка Градског музеја бави се периодом од настанка Старог Врбаса до средине двадесетог века. Посебно место у збирци заузимају предмети који потичу из периода колонизације Немаца и оснивања Новог Врбаса, легат Сирмаи Кароља, предмети добијени на поклон од Добровољног ватрогасног друштва, колекција приватних предмета Илије Милованчева, намештај из фабрике шећера, колекција приватних предмета Флоре Шифлер, Еве Шари Тепавчевић, Наде Милованчев Радан, Петера Ајзенлефела, Јожефа Пехана и, свакако, експонати изложени у партизанској бази Центар. Историјска збирка подељена је на период старије и новије историје.

### Етнолошка збирка
Етнолошко одељење Градског музеја у Врбасу формирано је дугогодишњим прикупљањем предмета са подручја општине Врбас. Сакупљени предмети су делимично сређени и систематизовани, и датовани су од краја 18. века до средине 20. века. Предмети који се чувају у Градском музеју део су баштине свих етничких заједница са овог подручја (немачке, мађарске, русинске, црногорске и др.), а највећи део припада српској популацији. Део предмета који има и историјски карактер, инвентарисан је у историјским збиркама. Етнолошки фонд броји око хиљаду предмета који се разликују по материјалу, функцији и величини.
Етнолошко одељење Градског музеја у Врбасу подељено је на три збирке : збирка текстила и производње текстила, збирка покућства и збирка привредних алатки и справа. Од текстилних предмета доминирају ентеријерно-декоративне тканине, ћилими, делови ношњи и др. Овој збирци припадају и справе и алатке које су се у домаћој радиности користиле за израду текстилних предмета (разбој, коловрат, преслице, вретена, игле..). Збирка покућства је најбројнија. У њој се налази већи број свакодневних употребних и декоративних предмета који су се могли наћи у кућама становника овог подручја ( кухињско посуђе, прибора за јело, пегле и сл.). Збирка привредних алата и справа за обраду земље и прераду житарица и других усева везане за поједине пољопривредне гране сврстани су у збирку привредних алатки и справа. Овој збирци припојени су предмети везани за занатство.
Одабрани етнолошки предмети изложени су у два објекта: у згради Градског музеја у улици Маршала Тита бр. 88, и у Етно кући у улици Миливоја Чобанског бр. 126.

### Етно кутак
Етно кутак налази се у главној згради Градског музеја у Врбасу и чини део сталне поставке музеја постављене 2016. године. Ауторка етнолошке поставке је Душанка Марковић, музејски саветник - етнолог. Изложени предмети презентују ткачку делатност, од сировине до готовог производа, а сам Етно кутак, предвиђен као изложбени и радионичарски, користи се за промовисање старих заната, пре свега ткачког. Део Етно кутка намењен је за повремене тематске изложбе, као и креативне радионице за децу и одрасле.
У Етно кутку приказан је процес производње сировина за изградњу тканине, прераду влакна и израде и украшавања текстила. Пут од сировине до предмета није брз ни лак, ни једноставан. Он захтева производњу и прераду сировина за израду текстилних влакана, израду нити процесом предења, а потом стварање тканине технолошким поступком ткања. На овај начин се ствара тканина која може као таква да се користи или да се од ње искрајају одевни предмети. Тканина је често декорисана везом. Послове око израде текстила најчешће је радила жена. Под овим се, пре свега, сматра израда предива, тканине и одела. Жене су прерађивале све врсте сировина у влакно, испредале влакно у нит, сновале и напињале основу на ткачки разбој и на крају везом украшавале исткане предмете. Свака удата жена сама се бринула за одећу своје породице, али и осталу текстилну опрему : пешкире, ћилиме, постељно рубље итд. Подразумева се да су мајке настојале да што боље опреме штафиром девојачке сандуке својих кћери.

### Етно кућа
У Етно кући, депандансу Градског музеја, зачетак музеја на отвореном, био је изложен ентеријер троделне куће са три зидане пећи, као и део оригиналног намештаја. Тршчани кров на Етно кући изгорео је у пожару 2016.године, а остатак куће се урушио 2018. године. У дворишту куће налазе се аутентични помоћни привредни објекти и окућница, попут чардак, бунар и др. Етно кућа, поред своје етнолошке вредности као ретко очуван примерак руралне архитектуре с почетка 19. века у Војводини, била је за време Другог светског рата партизанска база, База "Центар". Испред Етно куће израђен је нови објекат у којем је данас смештен Музеј револуције са сталном поставком из 1986.године.

### Збирка историје уметности
Збирка историје уметности, чију основу чине уметничка дела Јожефа и Беле Пехана, дела Ференца Међешија, а поред њих и дела савремених врбаских уметника која у континуитету обогаћују збирку.

## Историјат музеја
Музејска збирка Врбаса, основана је 1969. године као Завичајна збирка, а за бригу о њој био је задужен Иштван Ђенге. Од 1971. године Завичајна збирка функционише у оквиру Дома културе (данашњи Културни центар Врбаса). Наредне године Војвођански музеј (данашњи Музеј Војводине) заводи предмете Завичајне збирке у своју Матичну збирку. Године 1974. Завичајна збирка је била смештена у Томановој вили, М. Тита 42, данашњем ДДОР-у, у пет просторија. Збирку сачињава хиљаду премета од којих је 240 инвентарисано. Фонд збирке у то време чине „етнолошко-привредни, историјски, културно-историјски и технички предмети”.
До тада су, у просторијама Дома културе, организоване три изложбе: изложба оружја 1972. године, изложба нумизматике 1973. године и Врбас у прошлости 1973. године. Све три изложбе организоване су уз помоћ надлежног музеја, Музеја града Новог Сада.
Током седамдесетих година, музејски фонд обогатили су предмети који су припадали породицама Пехан, Јаначек-Шифлер и Јунг, који и данас чине саставни део историјске и етнолошке збирке.
Године 1985. донет је предлог да „стручњаци Војвођанског музеја изврше одабир још постојећих предмета и пренесу их у свој музеј, те да се остало расходује, с обзиром да Збирка представља оптерећење за Дом културе“. Донета је и одлука да се предмети из НОБ-а пренесу у централну партизанску базу у Старом Врбасу где ће Музеј социјалистичке револуције САПВ реализовати поставку. Крајем осамдесетих година, откупом сликарских дела Јожефа Пехана, створена је основа за данашњу збирку историје уметности. Откупљена су и дела Беле Пехана, Јожефовог сина, такође сликара. Нажалост, у пожару у којем је изгорео објекат Дома културе, 1992. године, део Пехановог стваралаштва је страдао. Део оштећених слика је рестауриран и конзервиран у Народном музеју у Београду.
Године 1993. Дом културе, уз подршку Музеја Војводине, покреће иницијативу за уређење Музејске збирке и  формирање сталне поставке. Стална поставка отворена је 1998. године у привременим просторијама које је Збирка делила са Домом културе. У четири просторије били су изложени предмети из области археологије, историје и етнологије. Аутори изложбе били су Драгица Вукотић тадашњи руководилац Музејске збирке и Небојша Станојев, археолог Музеја Војводине. Штампан је и Водич.

## Сталне поставке музеја

### Врбас−човек и природа, склад суживота
Стална поставка конципирана је тако да проведе посетиоца кроз период дуг осам миленијума. Концепција поставке базира се на Црној бари, водотоку, захваљујући којем је човек овде пронашао идеално место за живот и формирао прво насеље. Циљ поставке је да прикаже живот човека и његова достигнућа од првих неолитских заједница, 6. миленијума пре нове ере, до доласка Турака у 16. веку, а затим, са формирањем насеља на овом месту где се и данас налази, до савременог доба. У сталној поставци се налазе предмети, добијени археолошким и историјским истраживањима и научним сазнањима. Изложени материјал потиче са неколико археолошких локалитета и налазишта: Шуваков салаш-Клиса, Касета 5, Чарнок, ПИК Кланица и Циглана „Полет”. Аутор поставке је Весна Гргуровић.
Историјски део сталне поставке прати развој Врбаса од његовог формирања на месту данашњег Старог Врбаса, колонизације Немаца на ове просторе и формирање и развој Новог Врбаса, до почетка Другог светског рата. Заступљене су целине:
- сеобе и колонизација
- религија
- школство
- привреда (Занатство и индустрија)
- грађански живот у Врбасу
- апотека Милете Лесковца

Аутори поставке су Павле Б. Орбовић и Боро Војиновић

### Јожеф Пехан − на прекретници векова
Поставка је дела уметничког опуса Јожефа Пехана. Изложено је 25 уметничких слика које се могу поделити у три фазе
- класицизам (аутопортрети и портрети)
- неоимпресионизам (актови)
- сарајевска фаза са елементима Првог светског рата

Изложени су и лични предмети, као и једна скулптура Јожефа Пехана.
Аутор поставке је Силвија Вулановић.

### Етно кутак
Изложени предмети презентују ткачку делатност, од сировине до готовог производа.

### База „Центар”
Поставка представља Други светски рат. Отворена је 1986. године. Аутор поставке је била кустоскиња Музеја социјалистичке револуције САПВ, Нада Бошковић. Изложбу представљају три целине
- Раднички покрет 1919−1941.
- Врбас у Другом светском рату 1941−1945.
- Аграрна реформа и колонизација 1945−1947.

## Галерија
- Витраж и натпис над улазним вратима музеја у Врбасу
- Спољашњи изглед зграде музеја
- Детаљ сталне поставке:„Врбас-човек и природа, склад суживота”
- Детаљ из сталне поставке Музеја
- Стална поставка
- Део сталне поставке
- Детаљ из сталне поставке
- Апотека Милете Лесковца
- Део етно збирке покућства
- Улаз у Музеј
- Верски део збирке
- Изложбени простор у музеју
- Изложба „Трагови и поруке”
- Детаљ са изложбе у Музеју
- Детаљ са изложбе
- Детаљ из музеја File:Etno 1.jpg
- Разбој за ткање
- Постељина за бебу
- Део девојачке спреме
- „Сингерица”, машина за шивење
- Памук, конопља и лан, од семена до конца
- Део етно кутка
- Ступа
- Предмети са археолошког налазишта Чарнок
- Детаљ са археолошке изложбе
- Стална поставка Музеја
- Изложба слика Јожефа Пехана
- Изложба поводом пола века рокенрола у Врбасу
- Детаљ са изложбе
- 50 година рокенрола у Врбасу
- Изложба, мај 2017.
- Признање Музеју
- Изложба у Руском дому 2008.